# كالي هاوك
كالي هاوك (بالإنجليزية: Kali Hawk)‏ هي ممثلة أمريكية، ولدت في 4 أكتوبر 1986 بذا برونكس في الولايات المتحدة.

## أعمال

### أفلام
- (2009) خلوة أزواج[4]
- (2016) خمسون ظل لبلاك

## وصلات خارجية
- كالي هاوك على موقع IMDb (الإنجليزية)
- كالي هاوك على موقع قاعدة بيانات الفيلم (الإنجليزية)